# Шипковица (област Перник)
Вижте пояснителната страница за други значения на Шипковица.
Шипко̀вица е село в Западна България. То се намира в община Трън, област Перник.

## География
Село Шипковица се намира в планински район, част от планините на Краището, разположено в западната част на България по границата ни със Сърбия. На 1 – 2 часа път от селото се намира най-високият им връх – Било (1737 м) в планината Кървав камък.
Селото е съставено от множество махали, разположени по билните части на заоблените планински склонове. Местността е обрасла с вековни букови гори, между които се намират красиви поляни с множество шипкови храсти, откъдето идва името на селото.

## История
В стари записи селото е отбелязвано като: Шибковиче, Шибкуфча (Шипковица), Шипкофча в 1576 г.; Шипковица в 1878 г.
При избухването на Балканската война в 1912 година един човек от Шипковица е доброволец в Македоно-одринското опълчение.
По Ньойската граница, прокарана през 1920 година, 250 декара от землището на селото, предимно ливади, остават в Сърбия, в землището на село Божица. През 1942 година, по време на българското управление в Западните покрайнини, тези земи са върнати на Шипковица.

## Личности
- Борис Анакиев (р. 1935), български офицер, генерал-майор от Строителни войски

## Редовни събития
Ежегодно в село Шипковица се провежда събор през предпоследната неделя на месец октомври. Наричат го „Войнишки светъц“, и е свързан с многото загинали през войните от началото на 20 век жители на селото. На това общоселско събиране се дава курбан за здраве и успехи. В селото има построен параклис, около който се провежда съборът.